# Sam and The Plant Next Door
|  | Denne artikel er oprettet af botten Steenthbot ud fra en ekstern database. Den kan derfor have sproglige fejl eller mangler. Denne skabelon kan fjernes efter kontrol af indholdet. |

Sam and The Plant Next Door er en dansk dokumentarfilm fra 2019 instrueret af Ömer Sami.

## Handling
Da Storbritanniens største atomkraftværk opføres ved siden af hans hjem, kan 11-årige Sam ikke stoppe med at bekymre sig om, hvad der vil ske med fisken. En dokumentarfilm om at holde fast, give slip og vokse op.

## Medvirkende
- John Chedgey
- Sam Chedgey
- Jimi Law